# Swiftia sibogae
Swiftia sibogae is een zachte koraalsoort uit de familie Plexauridae. De koraalsoort komt uit het geslacht Swiftia. Swiftia sibogae werd in 1910 voor het eerst wetenschappelijk beschreven door Nutting. 